# Murillo de Río Leza
Murillo de Río Leza es un municipio de la comunidad autónoma de La Rioja (España), de 1781 habitantes, situado en la confluencia de los ríos Jubera y Leza, este último, afluente del Ebro por su margen derecha. Está situado a 407 metros de altitud y su superficie es de 46 kilómetros cuadrados.
Las fiestas patronales o "Mayores" se celebran el día 3 de agosto  en honor San Esteban Protomártir y las "Menores" en honor a la Virgen del Cortijo. Cuentan con una gran repercusión regional, siendo el epicentro de la fiesta riojana durante el verano. En el año 2017, fueron las ganadoras del concurso "Fiestas y Tradiciones" del periódico local La Rioja.

## Geografía
Integrado en la comarca de Rioja Media, se sitúa a 15 kilómetros de Logroño. El término municipal está atravesado por la Autopista Vasco-Aragonesa (AP-68), por la carretera nacional N-232 en el pK 386, y por carreteras provinciales que conectan con Villamediana de Iregua y Galilea (LR-259), y Lagunilla del Jubera (LR-261). 
El relieve del municipio está definido por los valles del río Leza y su afluente el río Jubera. Destacan también algunos páramos, tanto en la zona central como en la occidental. La altitud oscila entre los 540 metros al sureste y los 380 metros a orillas del río Leza. El pueblo se alza a 407 metros sobre el nivel del mar. 
| Noroeste: Logroño                        | Norte: Agoncillo          | Noreste: Arrúbal                    |
| Oeste: Villamediana de Iregua y Alberite |                           | Este: Agoncillo (exclave) y Galilea |
| Suroeste: Ribafrecha                     | Sur: Lagunilla del Jubera | Sureste: Santa Engracia del Jubera  |

## Economía
Históricamente agrícola (con el cereal y la vid como ejes fundamentales, además de la huerta en torno a los márgenes fluviales), en la producción económica del pueblo sigue teniendo preeminencia las labores del campo, aunque van cobrando fuerza otros sectores, (una pequeña industria con talleres varios y almacenes) además el pueblo va conformando nuevas tareas fruto de la llegada de personas de otros lugares que desarrollan su trabajo en Logroño y aledaños, pero que trasladan su residencia a Murillo por las ventajas de vivir aquí (Murillo tiene un amplio tejido comercial y de servicios), y por la facilidad en el acceso a la vivienda.
La ganadería extensiva (en este caso, ovina) tiende a desaparecer, pero sigue habiendo varios pastores. De tipo intensivo permanecen granjas de porcino, avícola y vacuno.

### Evolución de la deuda viva
El concepto de deuda viva contempla sólo las deudas con cajas y bancos relativas a créditos financieros, valores de renta fija y préstamos o créditos transferidos a terceros, excluyéndose, por tanto, la deuda comercial.
| Gráfica de evolución de la deuda viva del ayuntamiento entre 2008 y 2017                             |
| |
| Deuda viva del ayuntamiento en miles de Euros según datos del Ministerio de Hacienda y Ad. Públicas. |

La deuda viva municipal por habitante en 2014 asciende a 1503,94 €.

## Geografía humana

### Demografía
Cuenta con una población de 1665 habitantes (INE 2024).
| Gráfica de evolución demográfica de Murillo de Río Leza entre 1842 y 2021                                             |
| |
| Población de derecho según los censos de población del INE. Población de hecho según los censos de población del INE. |

## Administración
| Periodo   | Nombre                                                 | Partido |
| --------- | ------------------------------------------------------ | ------- |
| 1979-1983 | Jesús Casero Beltrán / Rafael Martín Raldua            | PSOE    |
| 1983-1987 | Jesús Casero Beltrán                                   | PSOE    |
| 1987-1991 | Jesús Casero Beltrán                                   | PSOE    |
| 1991-1995 | Jesús Casero Beltrán / Alfredo Esquivel Esteban        | PSOE    |
| 1995-1999 | Alejandro Esteban Pisón                                | PP      |
| 1999-2003 | José Ángel Lacalzada Esquivel                          | PSOE    |
| 2003-2007 | José Ángel Lacalzada Esquivel                          | PSOE    |
| 2007-2011 | José Ángel Lacalzada Esquivel                          | PSOE    |
| 2011-2015 | Sergio Esteban Rodríguez                               | PP      |
| 2015-2019 | José Ángel Lacalzada Esquivel                          | PSOE    |
| 2019-2023 | José Ángel Lacalzada Esquivel / Sergio Chicote Beltrán | PSOE    |
| 2023-act. | Sergio Chicote Beltrán                                 | PSOE    |

## Clima
El clima de Murillo de Río Leza es “mediterráneo con tendencia a la continentalización”, es decir, posee las características típicas del Valle del Ebro. Con una temperatura media en verano superior a los 20° y en invierno inferior a los 7° de media. El nivel de precipitaciones es escaso en volumen, pero compensado por una distribución bastante regular a lo largo del año.

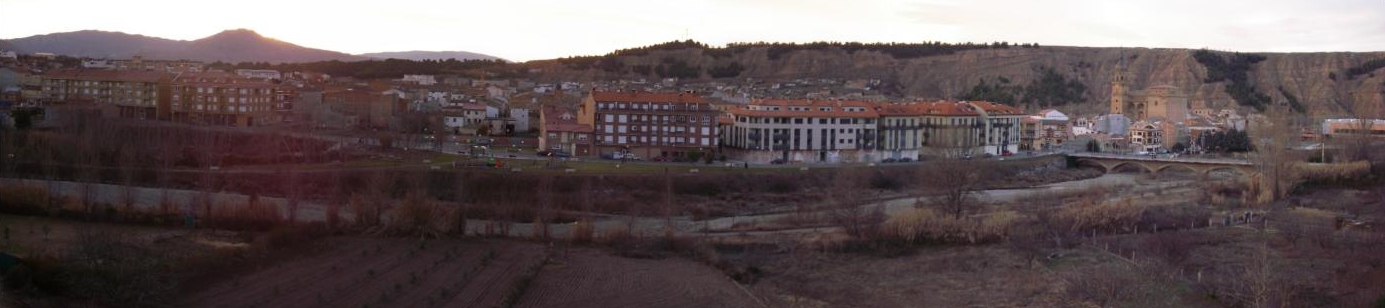
Vista panorámica de Murillo de Río Leza.

## Arte y monumentos

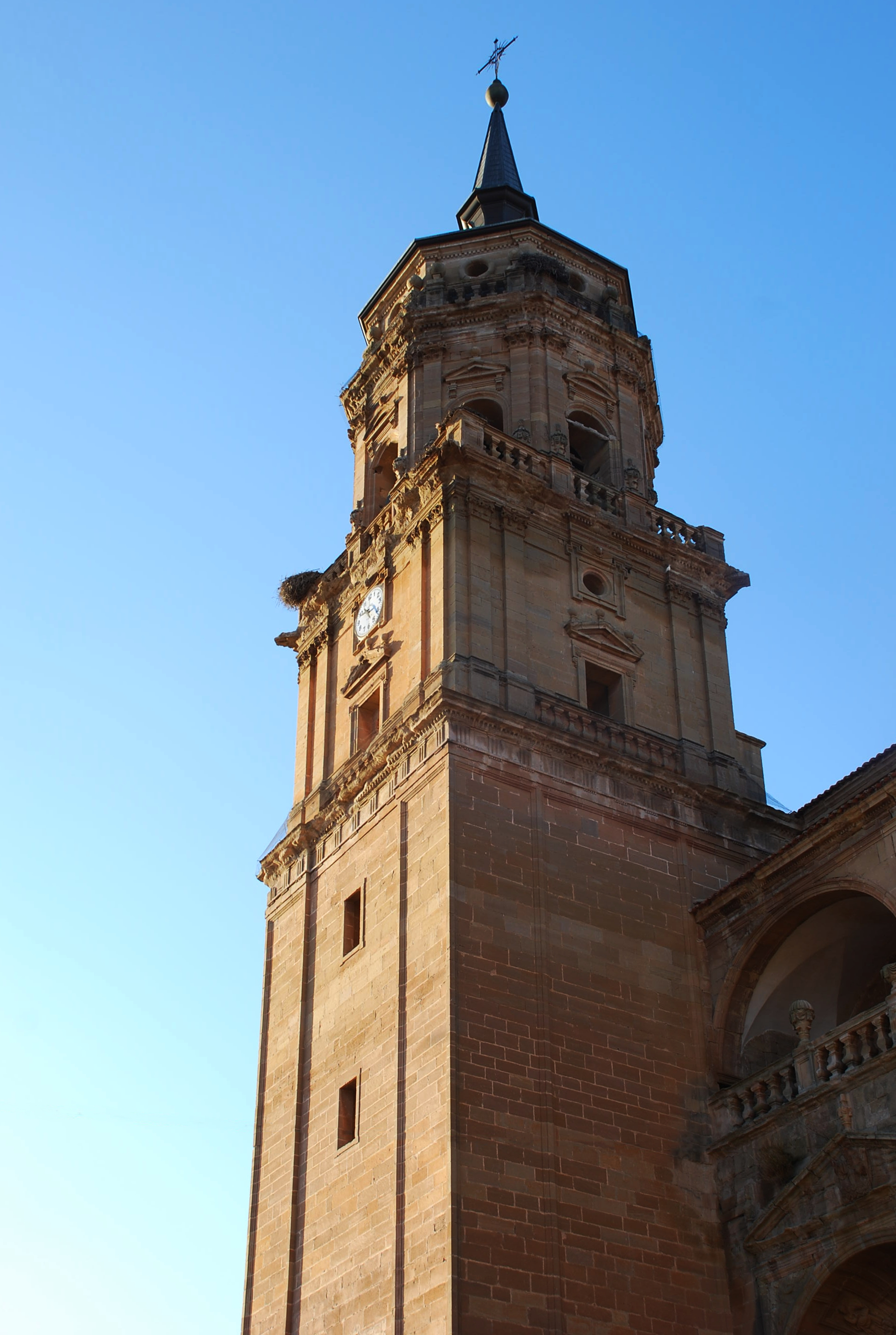
Torre de la iglesia de San Esteban.

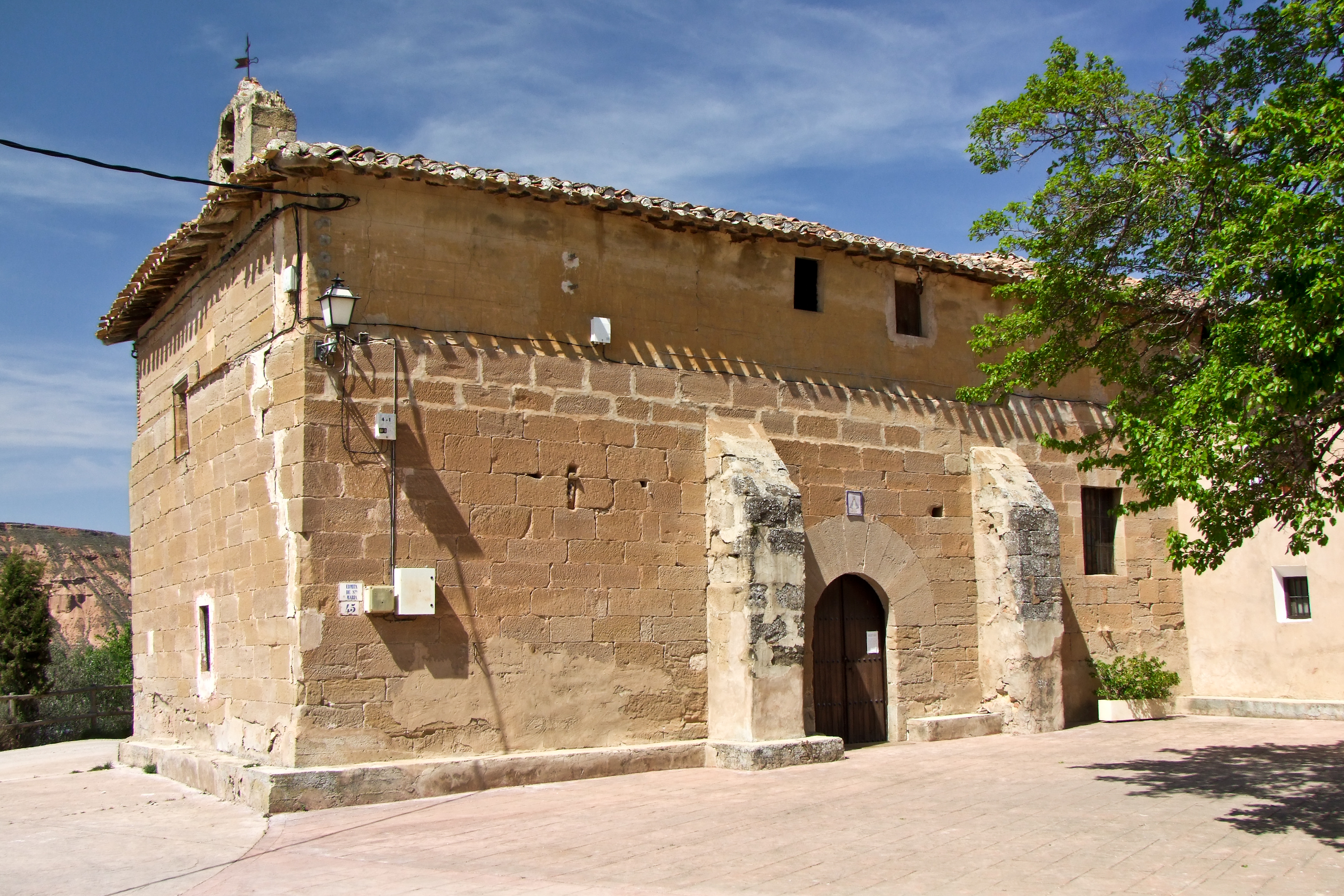
Ermita de la Virgen del Cortijo.

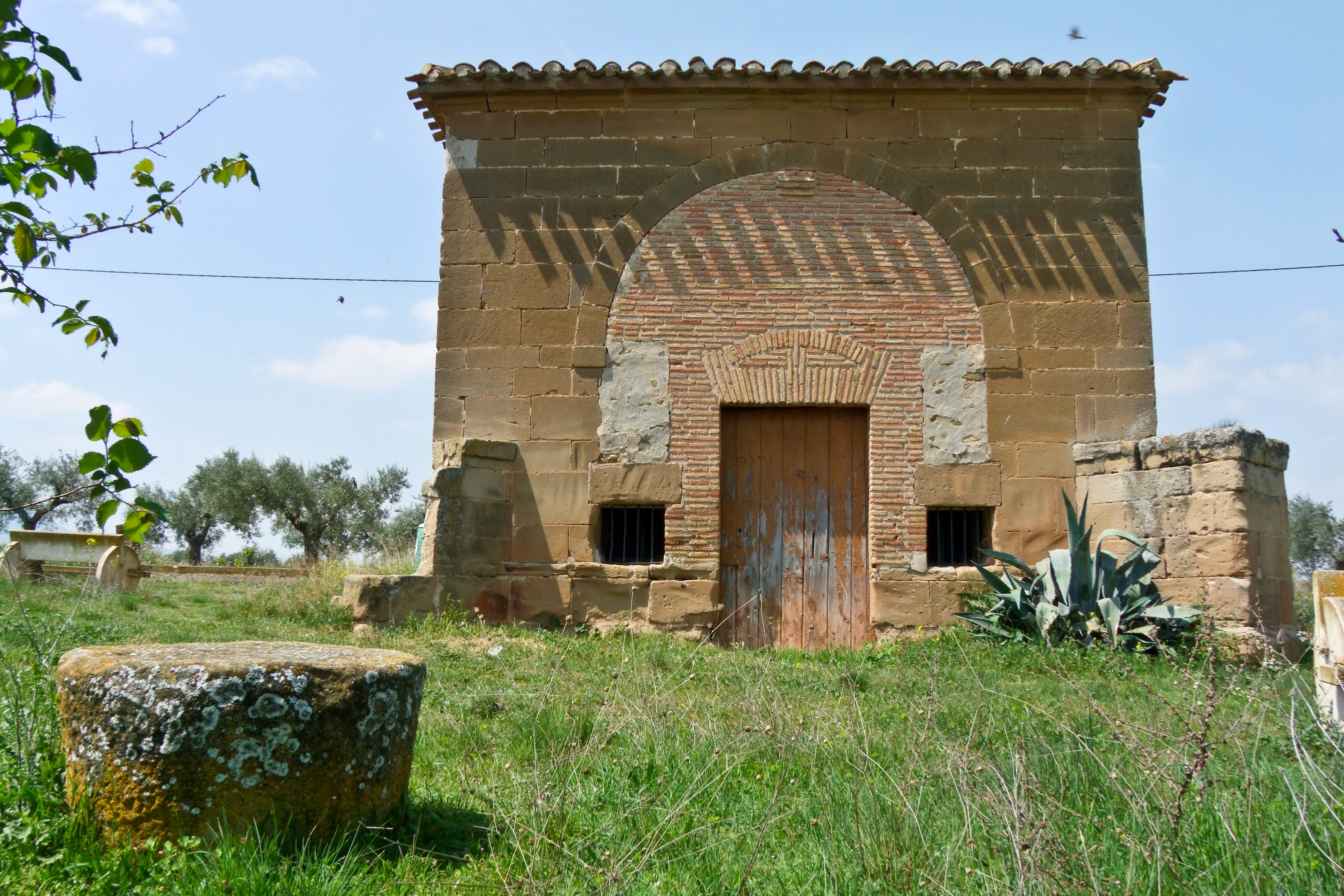
Ermita de Santa Ana.

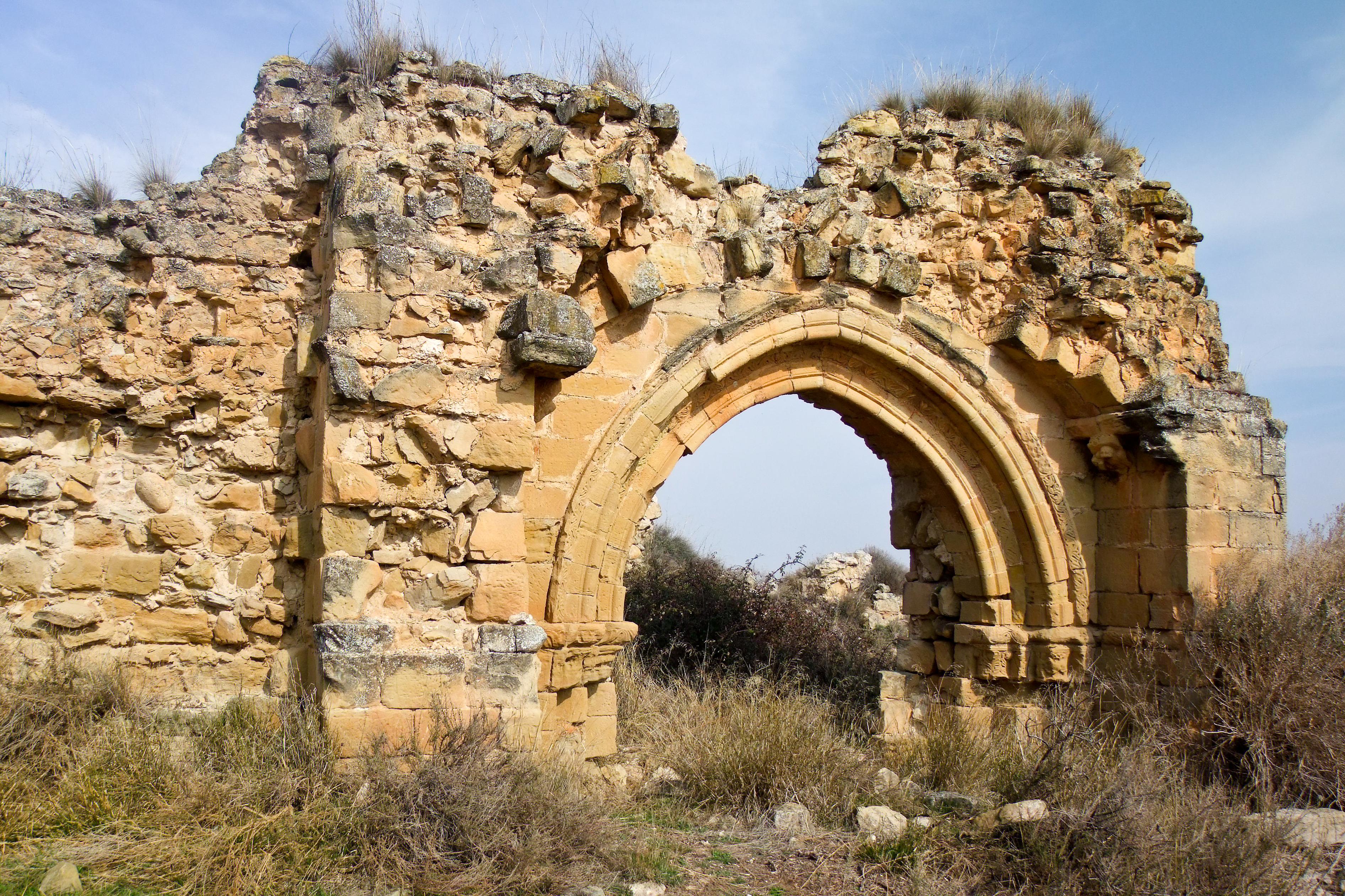
Ermita de San Vicente.

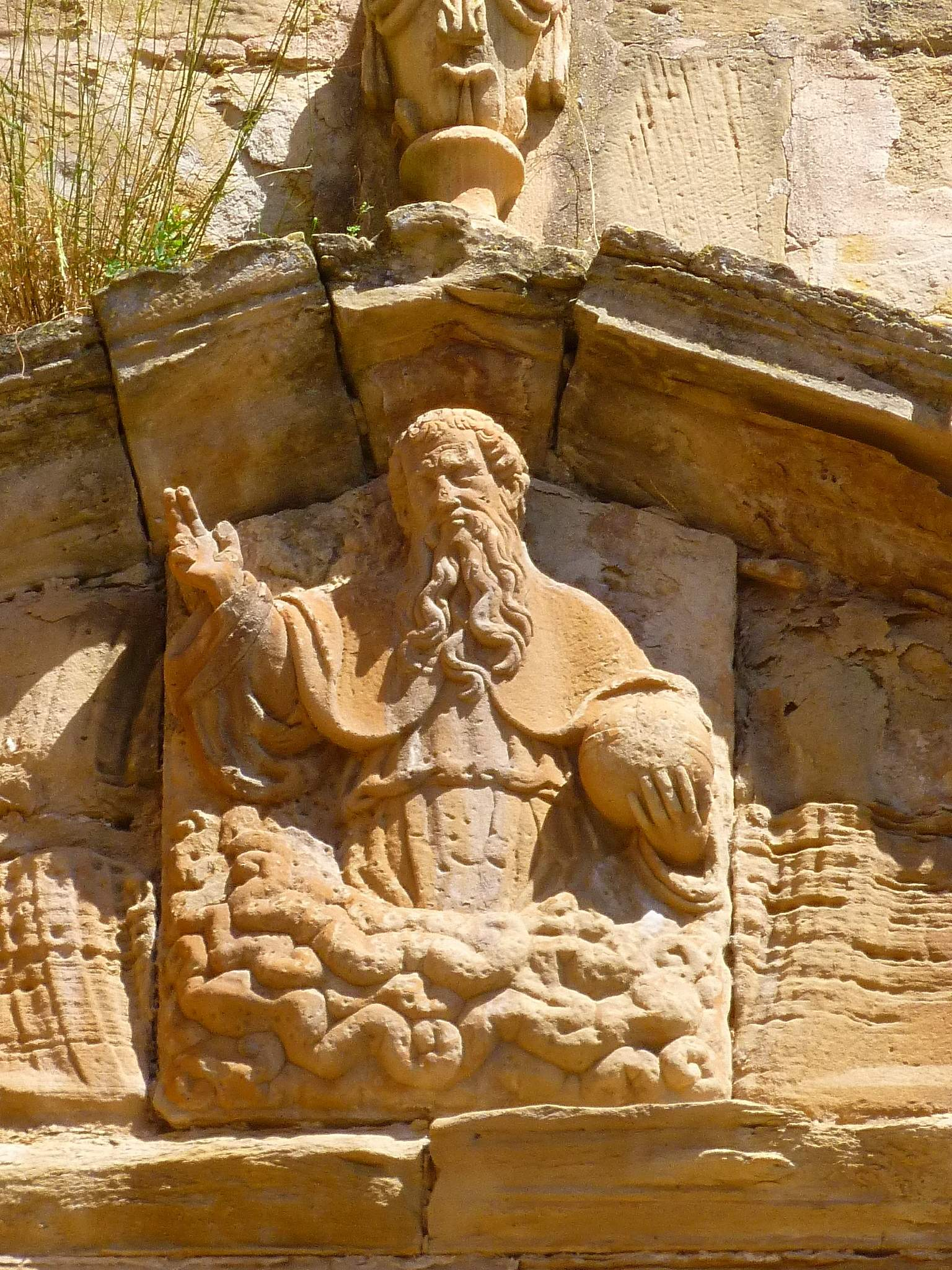
Dios sosteniendo el mundo en sus manos.

- Iglesia Parroquial de San Esteban Protomártir.

Declarada Bien de Interés Cultural en la categoría de Monumento el 20 de febrero de 1979.
El edificio más monumental de Murillo de Río Leza es la Iglesia Parroquial de San Esteban Protomártir, edificio de piedra de sillería de una sola nave, cubierta con bóvedas sostenidas por columnas de estilo corintio, con la sacristía a la derecha del crucero.
- Ermita de Nuestra Señora la Virgen del Cortijo.

A la salida del pueblo, camino de Agoncillo junto al Cementerio, se encuentra la Ermita de Nuestra Señora la Virgen del Cortijo, es una edificación en sillería y ladrillo de una sola nave, cubierta de bóveda de cañón, el coro está a los pies y sobre él una pequeña espadaña con campana. En el interior del templo, se encuentra la imagen de la Virgen del Cortijo del siglo XVII.
- Ermita de Santa Ana.

La otra ermita de la localidad se encuentra camino a Ventas Blancas, la Ermita de Santa Ana, construida en sillería en el XVI con añadidos constructivos del XVIII.
- Ermita de San Vicente

- Edificaciones civiles.

Las edificaciones no religiosas cobran menos importancia en el casco urbano de Murillo de Río Leza, pero aun así el conjunto urbano presenta varios edificios de interés, de sillería y con reminiscencias nobiliarias, con escudos y blasones.

## Deporte

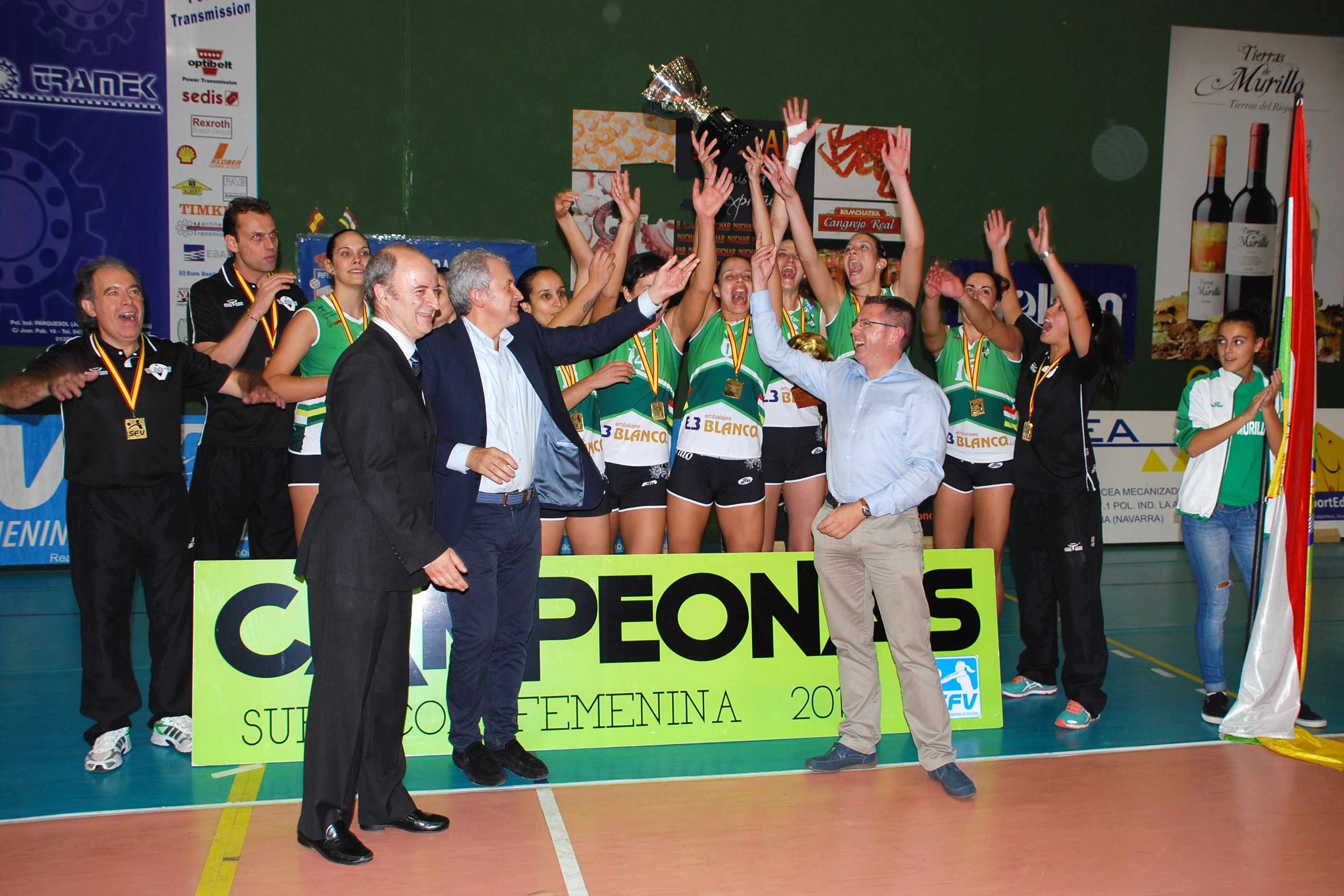
El Embalajes Blanco Tramek Murillo en la entrega del trofeo de Campeón de la Supercopa de España de Voleibol Femenino 2013.

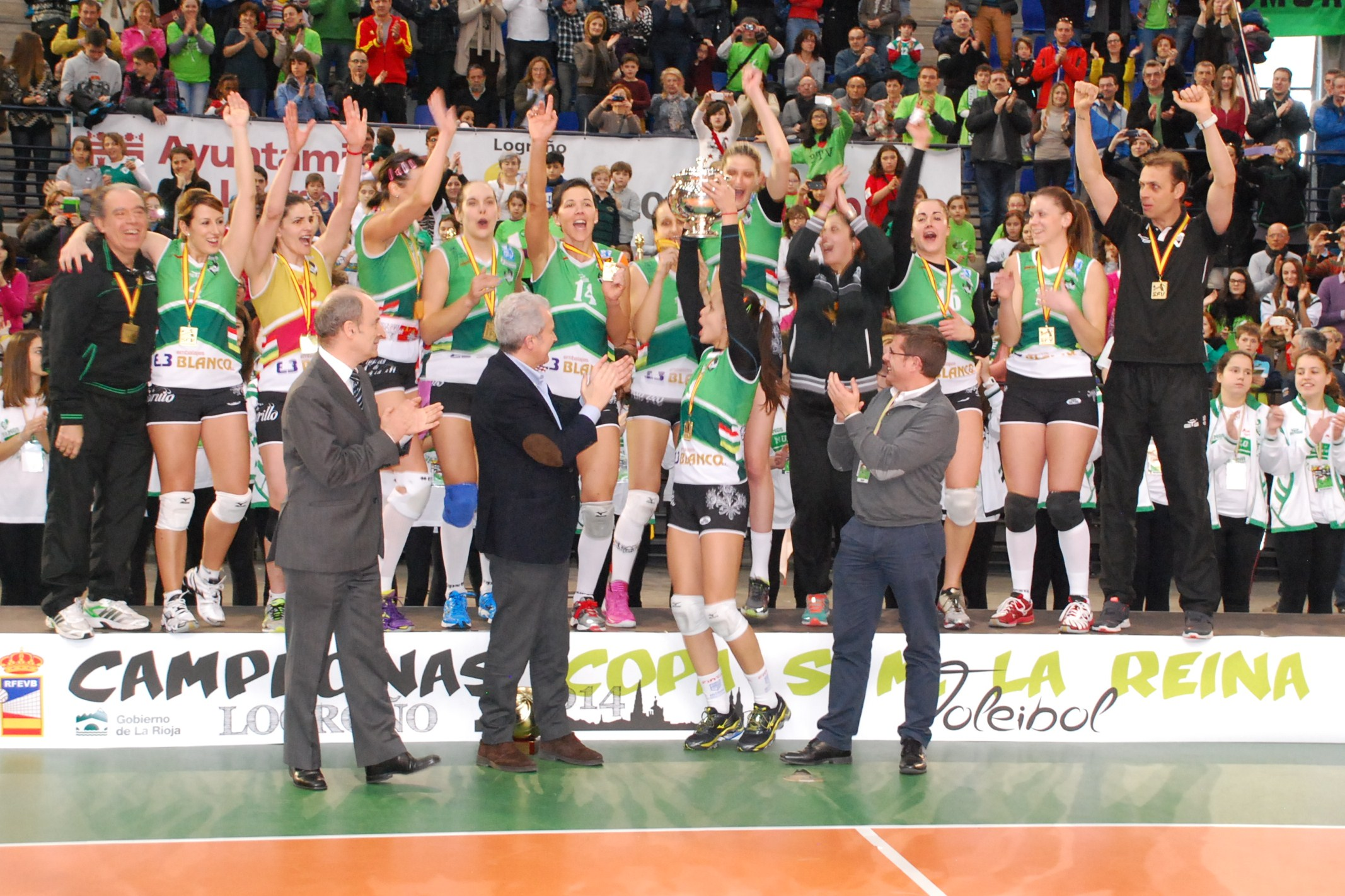
El Embalajes Blanco Tramek Murillo recibiendo la Copa de la Reina de Voleibol 2014

El principal representante del deporte murillense es el Club Voleibol Murillo, ya que desde la temporada 2011 / 2012 compite en la categoría de oro del voleibol femenino español, Superliga. Ha estado patrocinado por diversas compañías, compitiendo con distintos nombres según las temporadas: Nuchar Tramek Murillo, Nuchar Eurochamp Murillo y Embalajes Blanco Tramek Murillo.
Sus máximos logros deportivos hasta el momento son:
- 14 de febrero de 2010, se proclama campeón de la Copa de la Princesa en final disputada en Miranda de Ebro contra el Promociones Díez Rical.
- 12 de marzo de 2011, se proclama campeón de Superliga 2 logrando el ascenso a la máxima categoría nacional, Superliga. A la jornada siguiente establece un nuevo récord de victorias consecutivas en la competición, ya que finaliza la misma con 20 victorias en los 20 partidos disputados.
- Temporada 2012 / 2013: Subcampeón de Superliga y subcampeón de la Copa de la Reina.
- 19 de octubre de 2013, consigue el título de Campeón de la Supercopa de España de Voleibol Femenino, logro conseguido en el mayor evento deportivo celebrado en el Polideportivo Federico García Lorca de esta localidad.
- 2 de febrero de 2014, consigue en Logroño el título de Campeón de la Copa de la Reina de Voleibol.
- 26 de abril de 2014, se proclama campeón de Superliga tras superar a GH Leadernet en el play-off final por 3 partidos a 0.

## Hijos ilustres
- Manuel Murillo Argáiz: Obispo de Segovia desde el 13 de julio de 1752 al 1 de junio de 1765 y Consejero del Rey. También fue canónigo de la catedral de Burgos y de la catedral de Toledo.
- José Luis Gómez Urdáñez: historiador, Catedrático de Historia Moderna de la Universidad de La Rioja, especialista en el siglo XVIII. Miembro de la Real Academia de la Historia.
- Javier Velasco Yeregui: sacerdote, teólogo y biblista.
- José Manuel Ramírez Martínez (1946): historiador del arte y profesor de secundaria. Especialista en retablos mayores de La Rioja.
- Carmen Gómez Urdáñez: Catedrática de Historia del Arte de la Universidad de Zaragoza.
- Pío Díaz Olarte: músico y compositor. Existe una calle dedicada a él y una placa conmemorativa en el lugar donde vivió. Durante muchos años ha tocado una charanga llamada "la Charanga del Doctor Pío" y sus partituras han sido escuchadas en plazas de toros.

## Deportistas
- Pablo Pinillos (1974): Futbolista de Primera División.
- José Antonio Saéz de Jubera (1974). Futbolista de Primera División.
- Elena Esteban (1982): Jugadora internacional de voleibol.

## Fiestas
- San Isidro: 15 de mayo.
- San Esteban: 3 de agosto.
- Virgen del Cortijo: 8 de septiembre.